# Мельников, Николай Афанасьевич
Николай Афанасьевич Мельников (1918—1973) — советский партийный и государственный деятель, второй секретарь ЦК КП Молдавской ССР (1961—1965).

## Биография
Родился в 1918 году в Нерчинске Забайкальской области.
В 1936—1949 годах был слушателем вечернего рабочего факультета, затем обучался в Новочеркасском индустриальном институте и позже был слушателем Высшей партийной школы при ЦК ВКП(б). С 1939 года — член ВКП(б).
С 1935 года находился на государственной и партийной работе:
- в 1939—1941 годах — занимался комсомольской деятельностью;
- в 1941—1949 годах — в Политическом отделе машинно-тракторной станции, в Политическом отделе совхоза, в районном комитете ВКП(б), в городском комитете ВКП(б), в Ростовском областном комитете ВКП(б);
- в 1949—1960 годах — инструктор ЦК ВКП(б), заведующий Сектором Отдела ЦК КПСС, заместитель заведующего Отделом ЦК КПСС;
- в 1960—1961 годах — заведующий Отделом лёгкой и пищевой промышленности ЦК КПСС;
- с 29 мая 1961 года по 22 декабря 1965 года — 2-й секретарь ЦК КП Молдавской ССР, одновременно — член Бюро-Президиума ЦК КП Молдавской ССР;
- с 31 октября 1961 года по 29 марта 1966 года — кандидат в члены ЦК КПСС;
- с ноября 1965 года по 23 октября 1973 года — начальник Отдела местной промышленности, культурно-бытовых товаров и бытового обслуживания населения Государственного планового комитета Совета Министров СССР.

Был депутатом Верховного Совета СССР 6 созыва.
Умер 23 октября 1973 года в Москве. Похоронен на Новодевичьем кладбище (7 участок, 3 ряд).

## Награды
- Награждён орденом Трудового Красного Знамени и медалями.